# 허구 도시
허구 도시는 가상의 이야기에서 구성되며, 현실에는 존재하지 않는 마을, 도시나 촌락, 또는 다른 사람들이 존재한다고 믿는 플라톤의 아틀란티스의 설명이 허구인 것처럼, 사람들이 결정적인 증거없이 존재한다고 믿는 합의를 의미한다.

## 종류

### 소설,게임,영화,드라마,만화,애니메이션,동화(전래 동화&명작 동화) 등에서 나타난 가공의 국가
- <아시아>
  - 안남시 / (아수라)
- <유럽>
  - 쿠지크스탄 보크로보 / (오버워치)
- <아프리카>
  - 눔바니 / (오버워치)
- <아메리카>
  - 로스 산토스, 산 피에로, 산안드레아스, 바이스시티, 리버티시티, 라스 벤츄라스 / (GTA 산 안드레아스)
  - 고담시티 (DC 코믹스)

### 인터넷에서의 허구 도시
크게 두 가지 분류로 구분된다. 웹상에 영토를 두는 마이크로네이션으로서의 허구도시와 대체역사를 가지고 지구 상이나 그 외 지역에 존재하는 대체 역사 가상도시다.

#### 마이크로네이션으로서의 허구도시
마이크로네이션으로서의 허구도시의 실제 존재하지 않는 도시다.

## 같이 보기
- 허구 마을과 촌락
- 허구 미국
- 허구 국가
- 허구 세계